# Panamint Range
De Panamint Range is een kleine bergketen in de Mojavewoestijn in Californië. De keten is ongeveer 100 mijl lang en loopt in een noordzuidelijke richting door Inyo County. Het vormt een soort grens in het westen van Death Valley. De keten scheidt deze van Panamint Valley.
De hoogste piek van de keten is die van de Telescope Peak (3369 meter). Het grootste deel van de keten bevindt zich in Death Valley National Park.